# J.C. Teilmann
Johan Christian Teilmann (15. juni 1845 på Frydendal – 10. februar 1929) var en dansk grosserer, generalkonsul, filantrop og legatstifter.
J.C. Teilmann var vingrosserer og grundlagde firmaet af samme navn. Han var tillige generalkonsul for Persien. Han drev en meget betydelig forretning med filialer i Norge, Sverige, Finland og Rusland. Fra en lille begyndelse voksede firmaet J. C. Teilmann & Co. til at blive Danmarks og måske Nordens største i sin branche.
Han var desuden frimurer og sad i bestyrelserne for Kronprins Frederiks og Kronprinsesse Louises Stiftelse, som han oprettede sammen med sin anden hustru Olga Augusta Elisabeth Fiala (1881-1934), og Skoleforeningen af 28. Januar 1866, var formand for tilsynsrådet for Landbygningernes alm. Brandforsikring, næstformand i Østerbros Grundejerforening, og oprettede og var medlem af tilsynsrådet for Grundejernes Hypothekforening. Kong Frederik VIII.s Minde bestod af en stor 3-fløjede bygning mellem de tre gader, Landskronagade, Vennemindevej og Frijsenborg Allé med 100 friboliger af 2 og 3 værælses lejligheder med centralvarme, for gamle folk, som har kendt bedre dage. Han oprettede og drev for egen regning også opfostringshjemmet, Frijsenborg Allé 6. Da han ikke fik efterkommere, donerede han sin store formue til J.C. Teilmanns Stiftelse, der blev baseret på frimureriske ideer.
Han var gift to gange. Først i 1873 med Dora Frederikke Range (1848-1878), med hvilke han fik et barn, Ejnar Harald Teilman (1874-1874), der døde fire måneder gammel, og i 1911 med Olga Augusta Elisabeth Fiala (1881-1934), datter af fabrikant, rentier Josef Christian Ludvig Fiala (1839-1916) og Christiane Marie Jensen (1841-1919), uden afkom.
Han var Ridder af Dannebrog, Kommandør af Dannebrog og blev tildelt Storkorset af den Persiske Sol- og Løveorden, 1. klasse.